# Allie Haze
Allie Haze (10 de maig de 1987) és el nom artístic d'una actriu pornogràfica nord-americana d'ascendència mexicana.

## Carrera
Al maig de 2011 va signar un contracte exclusiu amb la productora Vivid Entertainment. Va debutar amb la productora al novembre, en la pel·lícula Allie Haze: True Sex. Va renunciar a Vivid al maig de 2012, sent actualment representada per la Direct Models.
Es va anunciar durant el Festival de Cannes 2011 que Haze seria la propera Emmanuelle, paper que realitzaria sota el nom artístic de Brittany Joy. En 2013 va ser triada com una de les 16 actrius retratades en el documental de Deborah Anderson, Aroused.

## Vida personal
Haze es va casar amb un predicador als 18 anys, del qual es va divorciar als 20. S'ha declarat com a bisexual.

## Premis
- 2011 − Premi AVN − Most Outrageous Sex Scene − Belladonna: Fetish Fanatic 8 (amb Adrianna Nicole i Amy Brooke).[7]
- 2011 − Premi NightMoves − Best New Starlet (Editor’s Choice).[8]
- 2011 − Premi TLA Raw − Best Female Newcomer.[9]
- 2011 − Premi XRCO − New Starlet (juntament amb Chanel Preston).[10]
- 2012 − Premi TLA Raw − Performer of the Year (Female).[11]
- 2012 − Premi XRCO − Cream Dream.[12]
- 2013 − Premi XBIZ − Best Actress - Parody Release − Star Wars XXX: A Porn Parody.[13]
- 2013 − Premi XCritic Fans Choice − Best Actress: Parody − Star Wars XXX: A Porn Parody.[14]